# Valle, Aust-Agder
Valle este o localitate din comuna Valle, provincia Aust-Agder, Norvegia.